# نزل جامبو
نُزل جامبو (سابقاً فندق جامبو) في مطار أرلاندا قرب ستوكهولم السويد، هو نزل يقع داخل طائرة خارجة عن الخدمة من طراز بوينغ 747، وقد افتتح عام 2008.
يقع الفندق داخل طائرة بوينغ طراز 747 خارجة عن الخدمة، وعلى بعد 15 دقيقة مشياً عن بوابة مطار ستوكهولم الرئيسة.
بنيت الطائرة أصلا للخطوط الجوية السنغافورية عام 1976، وسجلت برقم 9V-SQE (رقم البناء 21162/رقم الخط 283)، وبيعت لاحقا لشركة بين أميريكان حيث سجلت برقم N727PA وسميت "حسناء السماء السريعة"، وعملت الطائرة بعدها في شركات آير كلاب الدولية وترانسجيت وخطوط نورثويست الجوية وشركة ميدويست للطائرات وتاور آير وناشيوناير وكاثي باسيفيك وغارودا أندونيسيا، وكان المالك الأخير ترانسجيت الواقعة خارج أرلاند، وقد أفلست عام 2002 وبقيت الطائرة في أرلاند منذ ذلك الوقت.

## إعادة بنائها
سمع أوسكار ديوس مالك نزل الجامبو عام 2006 عن هيكل الطائرة، وفي ديسمبر 2007، منحت سلطات سيغتونا رخصة بناء لتأسيس نزل الجامبو في مدخل مطار أرلاندا؛ وفي يناير 2008، نقلت الطائرة إلى موقع بناء حيث بدأت أولى مراحل الصيانة، حيث فكك داخلها القديم ووضع طلاء وديكورات جديدة للغرف، وأزيلت مقاعدها البالغ عددها 450 ونظفت بالكامل؛ وقد بني الفندق كأي بناء، حيث خضع لمتطلبات التحكم الجوي والعزل من العوامل المناخية ذاتها، والتزم بكافة  معايير الطاقة العامة، واستخدم محولًا هوائيًا للتدفئة.
وقد أزيلت المحركات لاستخدامها قطع غيار، لكن أعيد تركيب أغطية المحركات الخارجية في أماكنها؛ كما رممت معظم أدوات قمرة القيادة كجزء من صيانتها وتحويلها لجناح، وأبقي على المقود ودواسة الوقود المركزية ولوحة عدادات التحويل.
وخلال صيف 2008، نقلت الطائرة إلى وجهتها الأخيرة في مدخل مطار ستوكهولم أرلاندا حيث وضعت فوق أساس إسمنتي وثبت جهاز الهبوط بهياكل معدنية؛ ثم ثُبتت مجموعة من السلالم المعدنية ورُكب مصعد ليتمكن الزوار من الصعود إليها من الأرض، وافتتح الفندق في أواخر عام 2008؛ وافتتح للزوار للإقامة به منذ يناير 2009.

## الغرف
يضم نزل الجامبو 33 غرفة ومعظمها فيها 4 أسرّة، بالإضافة لجناح قمرة القيادة الباهظ والفاخر في الطابق العلوي؛ ويضم النزل بمجمله 76 سريرًا، وجميع الغرف مزودة بالإنترنت اللاسلكي، مع شاشة تلفازية مسطحة يمكن للنزلاء مشاهدة مواعيد مغادرة جميع الرحلات فيها، ويتمتع النزلاء ضمن الطائرة بخدمة إنترنت لاسلكية واسعة النطاق، وتشترك جميع الغرف بحمام ومرحاض في الردهة، ماعدا جناح الصندوق الأسود وجناح قمرة القيادة والغرفة المخصصة لشخص واحد، فهي تضم الحمام والمرحاض الخاص بكل منها؛ كما تضم الجامبو غرفاً أصغر في المحركات وفي حجرات العجلات.